# Kastell Foetibus
Das Kastell Foetibus (auch: Foetes) ist ein Kastell der späten römischen Kaiserzeit in Füssen.

## Name
Der Name des Kastells wird in der Notitia Dignitatum als Foetibus oder Foetes (lateinisch: Füße) überliefert, was möglicherweise auf die Lage der Siedlung am Fuße des Berges hindeutet.

## Geschichte
Auf dem heutigen Schlossberg in Füssen entstand in der späten römischen Kaiserzeit das Kastell Foetibus. Bereits um 47 n. Chr. dürfte sich eine der Raststationen der Via Claudia auf dem heutigen Stadtgebiet befunden haben. Ob sich in frührömischer Zeit bereits eine militärische Festung auf dem Schlossberg befand, ist allerdings fragwürdig. Die archäologischen Beweise fehlen bis heute. Grabungen aus dem Jahre 1955 konnten aber das Kastell genau lokalisieren. Bei einer Suchgrabung im Zwingerhof des Hohen Schlosses zu Füssen wurde ein kurzes Stück römischer Kastellmauer freigelegt.
Die römische Notitia dignitatum erwähnt Foetibus (Foetes) als Sitz einer Nachschubeinheit der III. Italischen Legion unter dem Kommando eines Praefectus legionis tertiae Italicae transvectioni specierum deputatae. Diese Einheit der rätischen Provinzarmee (exercitus Raeticus) unter dem Oberkommando eines Dux Raetiae hatte die Aufgabe, zusammen mit der Militäreinheit in Zirl (röm.: Teriolis) die Alpenübergänge und damit auch den Nachschub ins süddeutsche Voralpenland zu sichern. In den Germanenstürmen ging das Kastell im 5. Jahrhundert wohl unter. 
Unterhalb der Ruinen dieses Kastells wurde im 8. Jahrhundert das Benediktinerkloster St. Mang erbaut. Das Kastell wurde später vom Hohen Schloss Füssen überbaut.